# Sam Havrilak
Sam Havrilak é um ex-jogador profissional de futebol americano estadunidense.

## Carreira
Sam Havrilak foi campeão da temporada de 1970 da National Football League jogando pela equipe do Baltimore Colts, atualmente denominada Indianapolis Colts.